# Kakuban

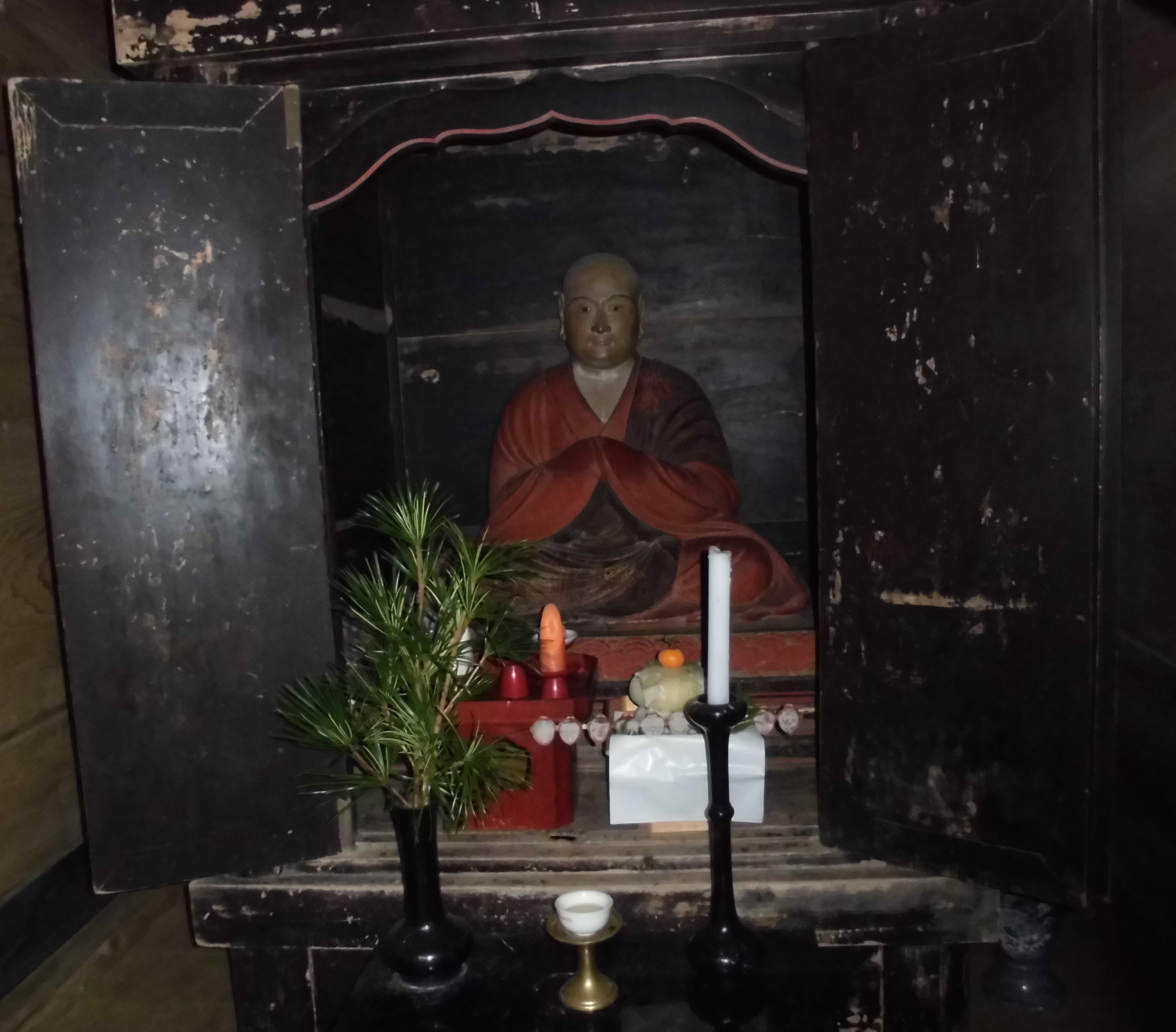
Hölzerne Skulptur von Kakuban in der sogenannten Kakuban-Halle (Mitsugon-dō), Oku-no-in, Kōya-san

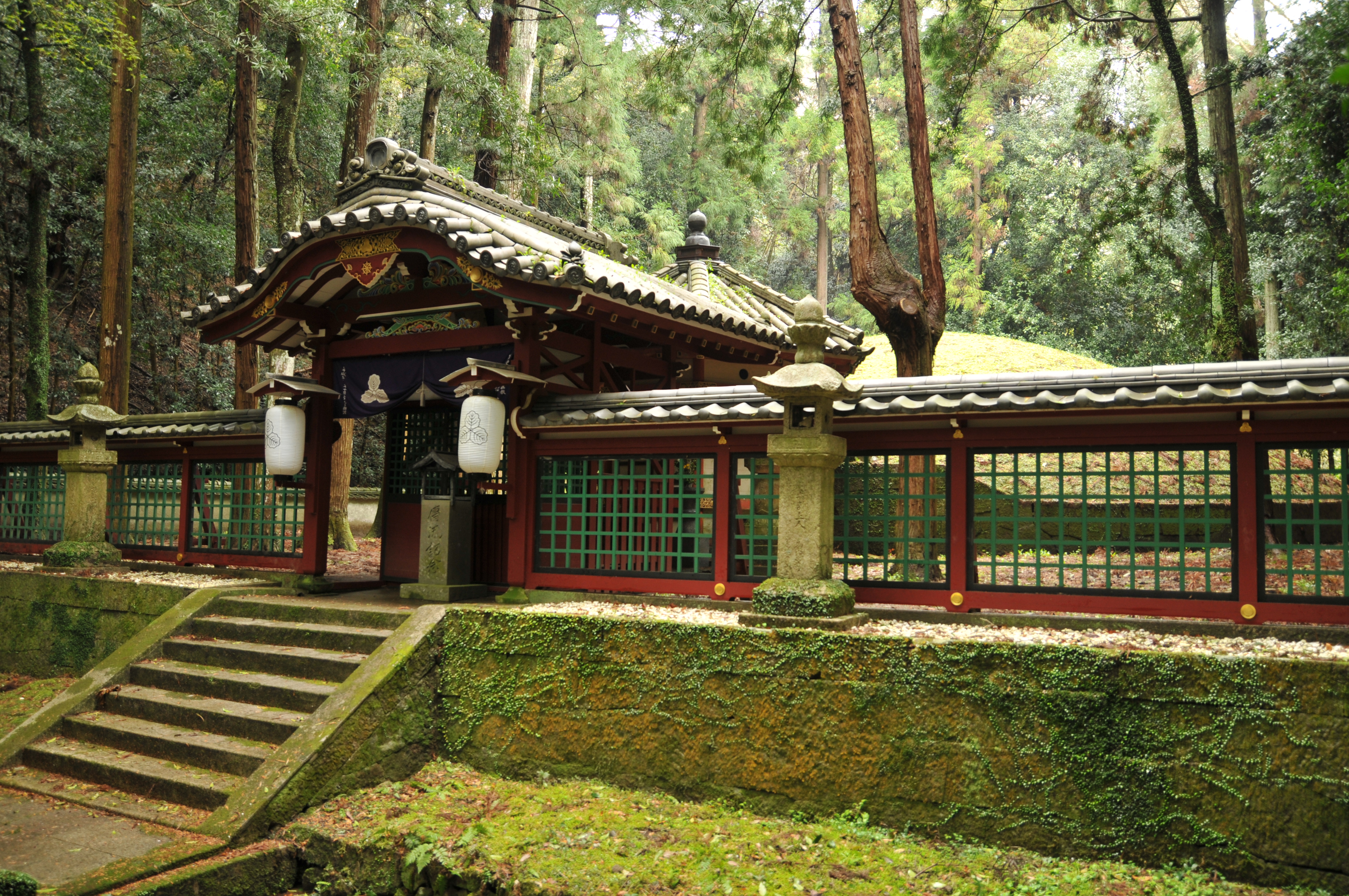
Grabstätte von Kakuban im Areal des Negoro-Tempels

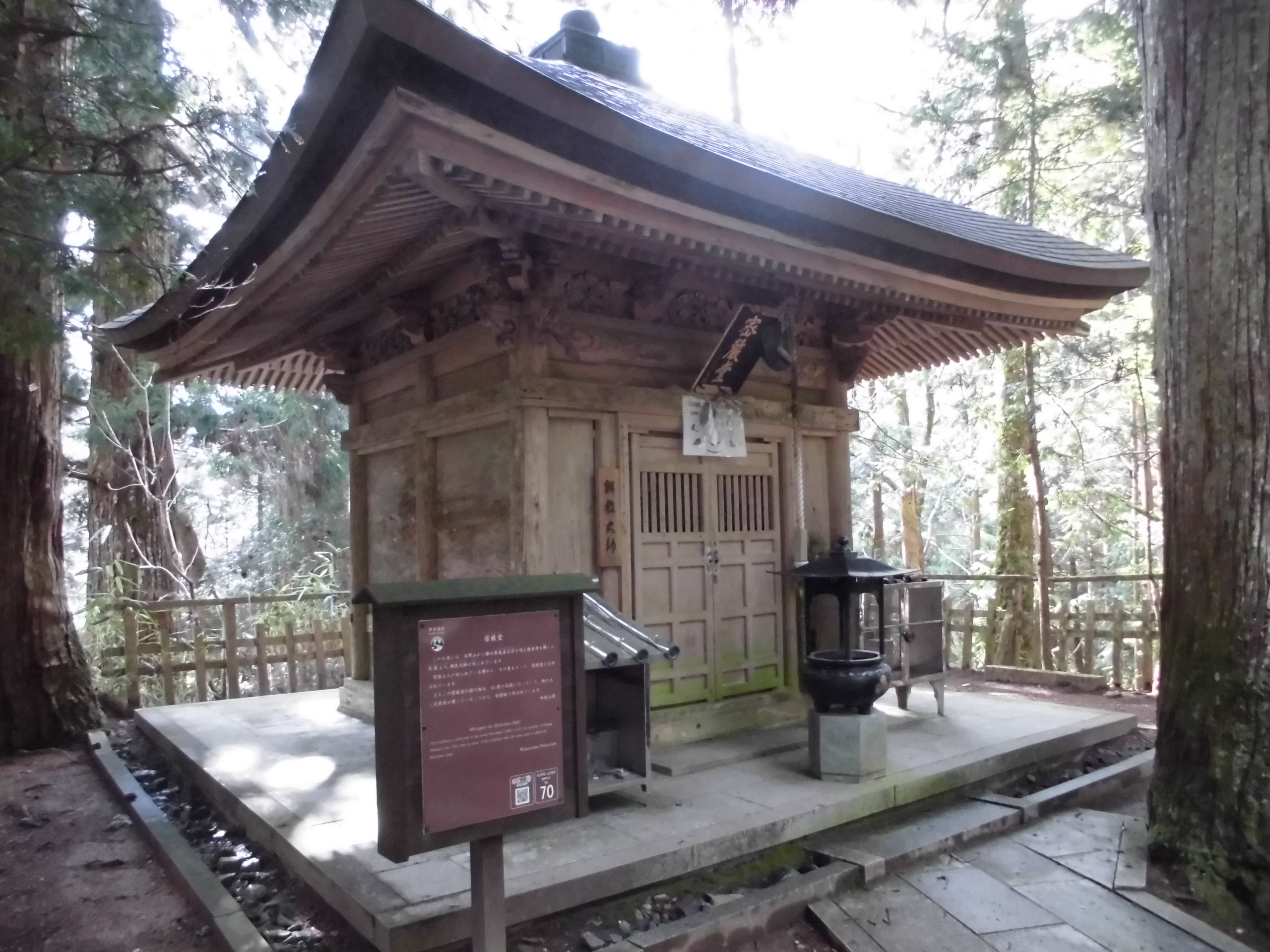
Kakuban-Halle (Mitsugon-dō) auf dem Kakuban-Hügel (Kakuban-zaka), Kōya-san

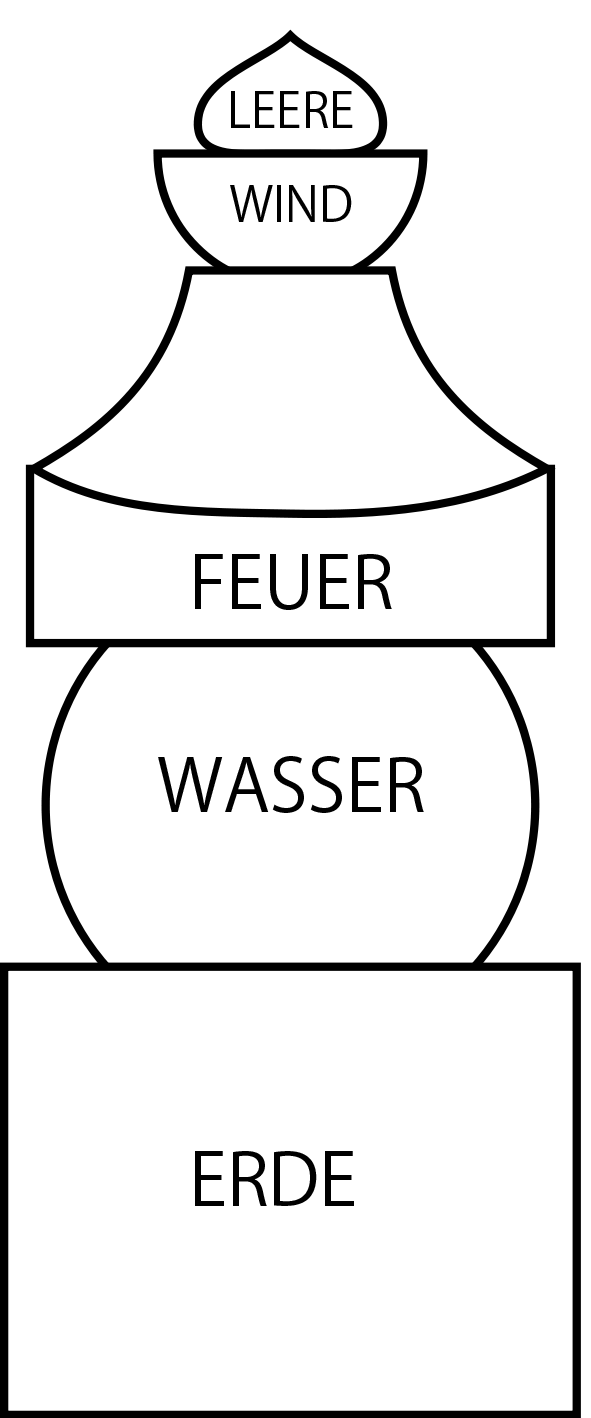
Fünfteilige Stupa (Gorintō)

Kakuban (japanisch 覚鑁) alias Kōgyō-daishi (興教大師) (* 21. Juli 1095 (jap. Kalender: Kahō 2/6/17) in Fujitsu-no-shō, Provinz Hizen; † 12. Dezember 1143 (jap. Kalender: Kōji 2/12/12) im Negoro-Tempel, Provinz Kii) war ein buddhistischer Mönch der japanischen Shingon-Schule, dessen Reformbemühungen zur Spaltung zwischen „Alter Shingon-Lehre“ (Kogi Shingon-shū, 古儀真言宗) und „Neuer Shingon-Lehre“ (Shingi Shingon-shū, 新義真言宗) führten. Er ist auch bekannt für die Einführung esoterischer Anrufungsformeln (Shingon-Nenbutsu).

## Leben
Kakuban wurde etwa drei Jahrhunderte nach der Begründung der japanischen Shingon-Schule durch Kūkai in Fujitsu-no-shō (Provinz Hizen; heute Teil der Stadt Kashima, Präfektur Saga) als drittes von vier Kindern geboren und erhielt den Namen Yachitose-maro (弥千歳麿). Der Vater, Isa-no-Heiji Kanemoto, war für die Verwaltung einer Länderei zuständig, die zum Ninna-Tempel in Kyōto gehörte. Er starb jedoch, als Yachitose-maro zehn Jahre alt war, weshalb dieser drei Jahre darauf zum Ninna-Tempel zog. Sein Lehrer wurde der renommierte Shingon-Mönch Kanjo (寛助). Auf dessen Anraten befasste der junge Novize sich u. a. mit den Lehren des Kusha- and Hossō-shū-Buddhismus im Kōfuku-Tempel in Nara. Im Alter von sechzehn Jahren erhielt er von Kanjo den Ordensnamen Shōgaku-bō Kakuban (正覚坊覚鑁) und nach weiteren Studien im Tōdai-Tempel in Nara mit zwanzig Jahren die volle Ordination.
Hierauf zog er zu den Tempeln im Kōya-Gebirge, dem nach dem Tō-Tempel in Kyōto wichtigsten Stützpunkt der Shingon-Schule. Dank seiner Gelehrsamkeit erregte er im Laufe der folgenden Jahre die Aufmerksamkeit einflussreicher Familien in Kyōto und durfte im Alter von 30 Jahren unter der Patronage des Tennō Toba den Tempel Denbō-in (伝法院, „Halle zur Überlieferung der Lehre“) errichten, den er im folgenden Jahr zum Dai-Denbō-in (大伝法院) erweiterte.

## Reformversuche und Schisma
Fünf Jahre später wurde Kakuban durch das Abhisheka-Initiationsritual (灌頂 kanjō) in die höheren Übungsbereiche des Shingon-Buddhismus eingeführt. Wahrscheinlich hatte er schon seit langem Anstoß genommen am Verfall der Disziplin und korrumpierten Lebenswandel vieler Mönche der Kōya-Tempel. Mit 36 Jahren fühlte er sich stark genug, die Initiative zu ergreifen. Es gelang ihm, Hauptpriester (zasu, 座主) des Kongōbu-Tempels (Kongōbu-ji) zu werden. Damit stand er an der Spitze der Mönchshierarchie aller Tempel des Kōya-Gebirges. Doch die Radikalität seines Vorgehens rief heftigen Widerstand hervor. Kakuban musste daher diese Position bald wieder aufgeben und zog sich in die Mitsugon-Halle (Mitsugon-in, 密厳院) zurück. Die Konflikte hingegen dauerten an.
1139 brannten bewaffnete Widersacher den Tempel Dai-Denbō-in (伝法院) und eine Reihe untergeordneter Tempel, darunter auch die Mitsugon-Halle, nieder. Kakuban und seine Anhänger flohen in den Süden der Kii-Halbinsel zum Negoro-Tempel (Negoro-ji), der zu jenen Ländereien gehörte, die ihm der Tennō Toba im Jahre 1132 überantwortet hatte. Dort starb er wenig später im Alter von 49 Jahren. Die folgenden, fast ein Jahrhundert fortgesetzten Versuche zur Beilegung des Konflikts blieben erfolglos. Im Jahre 1288 überführte der Mönch Raiyu (頼瑜, 1226–1304) schließlich die beiden Tempel Dai-Denbō-in und Mitsugon-in formell nach Negoro und vollendete die Loslösung der „Neuen Shingon-Lehre“.
Im Jahre 1690 erhielt Kakuban vom Tennō Higashiyama den postumen Ehrentitel Kōgyō-daishi (興教大師, etwa so viel wie „Großer Lehrer der Gedeihenden Lehre“).

## Lehre
Während seiner Zeit im Tempel Mitsugon-in verfasste Kakuban unter dem Titel „Religiöses Bekenntnis aus der Mitsugon-Halle“ (密厳院発露懺悔文 Mitsugon-in hotsuro zange no mon) eine heftige Klage über den Zustand der Shingon-Schule. Er schrieb des Weiteren zahlreiche Arbeiten über die Lehren von Kūkai. Die Anrufungspraxis der konkurrierenden Schulen des Reinen Landes enthielt seiner Ansicht nach Elemente, die er in der Schrift „Esoterische Deutung von Amida“ (阿弥陀秘釈 Amida hishaku) untersuchte. Gleiches unternahm er auch hinsichtlich der im Shingon-Buddhismus benutzten Mantras und führte das „Esoterische Nenbutsu-Ritual“ (秘密念仏 Himitsu Nenbutsu), später auch Shingon-Nenbutsu genannt, ein.
Bekannt wurden ferner die Schriften „Mondliche Meditation“ (Gachirikan, 月輪観) wie auch die im Jahre 1141 verfasste „Erklärung der Wunderbaren Geheimnisse der Fünf Ringe und Neun Zeichen“ (Gorin kuji myō himitsushaku 五輪九字明秘密釈), welche die Verbreitung der „Fünfstufigen Stupa“ (Gorintō, 五輪塔) stark stimulierte.

## Werke
- Miyasaka Yūshō (Hrsg.): Kōgyō Daishi senjutsu-shū. erw. u. verb. Ausgabe. Sankibo Busshorin, Tōkyō 1989, OCLC 79598543. (宮坂宥勝編注『興教大師撰述集』山喜房仏書林)